# Ореховка (Оренбургская область)
Ореховка — село в Ясненском городском округе Оренбургской области России.

## История
Село основано в дореволюционный период. До 1 января 2016 года  входило в состав Комаровского сельсовета.

## География
Село находится в юго-восточной части Оренбургской области, в степной зоне, в пределах Верхнетобольско-Кумакского возвышенно-равнинного района Зауральского плато, на правом берегу реки Кокпекты, на расстоянии примерно 38 километров (по прямой) к северо-востоку от города Ясный, административного центра района. Абсолютная высота — 329 метров над уровнем моря. Климат умеренный, резко континентальный. Средняя температура января −18 °C, июля — +21 °C. Годовое количество осадков — 250—290 мм.

### Часовой пояс
Село Ореховка, как и вся Оренбургская область, находится в часовой зоне МСК+2. Смещение применяемого времени относительно UTC составляет +5:00.

## Население
| 2010 |
| ---- |
| 72   |

Гендерный состав
По данным Всероссийской переписи населения 2010 года в гендерной структуре населения мужчины составляли 59,7 %, женщины — соответственно 40,3 %.
Национальный состав
Согласно результатам переписи 2002 года, в национальной структуре населения казахи составляли 88 %.

## Улицы
Уличная сеть села состоит из трёх улиц.